# Palumbia vivax
Palumbia vivax är en tvåvingeart som beskrevs av Thompson 1976. Palumbia vivax ingår i släktet Palumbia och familjen blomflugor. Inga underarter finns listade i Catalogue of Life.